# Class 09
De Class 09 is een diesellocomotief met de as-indeling 0-6-0, die is ontworpen voor rangeerdiensten en korte vrachtdiensten op zijlijnen.
De 26 locomotieven zijn van hetzelfde ontwerp als de Class 08 maar hebben een andere overbrenging zodat ze een hogere maximumsnelheid (44 km/h) hebben echter ten koste van de trekkracht. Ze kwamen tussen 1959 en 1962 in dienst bij de Southern Region van British Railways.  Later werden nog meer exemplaren gebouwd door ombouw van class 08 in 1992 en na de privatisering in 1997 verder verspreid.

## Sub-classes

### Class 09/0
De oorspronkelijke 26 locomotieven uit 1959-62 werden sub-class 09/0 toen het aantal werd uitgebreid door de ombouw in 1992 van een aantal Class 08. De twee ombouw varianten  werden aangemerkt als classes 09/1 en 09/2. De twee varianten kregen de volgende ontwerpcodes:
- 09-0AX    Original design; gewicht (502 kN); dubbel remsysteem
- 09-0BA    51 te (510 kN), luchtrem; RA6, voorzien van Janney-koppeling [09003/11]

### Classes 09/1 & 09/2
Deze locomotieven zijn in 1992 omgebouwde class 08. De computernummers werden 09 101 – 09 107 en 09 201 – 09 205. De ontwerpcodes waren als volgt:
- 09-1AX   110 V electrical system; 502 kN; dubbel remsysteem; voormalige 32 km/u locomotief
- 09-1BX   110 V electrical system; 502 kN; dubbel remsysteem; voormalige 24 km/u locomotief
- 09-1CX   110 V electrical system; 488 kN; dubbel remsysteem; voorzien van een Janney-koppeling
- 09-1EA   110 V electrical system; 508 kN; luchtrem; RA6; voorzien van Janney-koppeling
- 09-2AA    90 V electrical system; 494 kN; luchtrem
- 09-2BX    90 V electrical system; 503 kN; dubbel remsysteem
- 09-2DA    90 V electrical system; 508 kN; luchtrem; RA6; voorzien van Janney-koppeling

## Reizigersdiensten
Hoewel niet ontworpen voor reizigersdiensten zijn ze toch ingezet voor ritten tussen Clapham Junction en Kensington Olympia als vervanging van de geplande Class 33 diesel.
Ze zijn eveneens ingezet voor Railtours die moesten vertrekken uit Brighton over de West Coastway Line of vice versa. Om dit te bereiken reed de 09 tussen Brighton en Preston Park, waarbij het de hoofdlocomotief mogelijk werd gemaakt om de trein voorwaarts door de Cliftonville tunnel en Hove te trekken. De verbinding naar de West Coastway Line in Brighton kan alleen gebruikt worden door 4-baks treinen als gevolg van de ligging van wissels en rails.

## Kleurstelling

### Post-Privatisering
Na de privatisering van British Rail zijn de volgende kleurstellingen gebruikt:
- 09006/007/019/024 droegen de Mainline Freight kleuren[4]
- 09025 in Connex kleurstelling[1]
- 09201 in Railfreight grijs en doet nu dienst in Knottingley in het EWS Depot

## Historisch materieel
10 van de 26 "class 09" dieselrangeerlocomotieven zijn behouden als historisch materieel
- 09001 Ex DB Schenker bij Peak Rail
- D3668 (09004) bij de Swindon & Cricklade Railway
- D3721 (09010) bij de South Devon Railway
- D4100 (09012) 'Dick Hardy' bij de Severn Valley Railway (sinds de aankoop in februari 2013)
- 09017 in het National Railway Museum
- 09018 bij de Bluebell Railway
- 09019 bij de West Somerset Railway
- 09024 bij de East Lancashire Railway
- D4113 (09025) op de Lavender Line[6]
- 09026 'Cedric Wares' in het depot van Southern in Brighton.